# Molson Canadian Men’s Provincial Curling Championship
Molson Canadian Men’s Provincial Curling Championship – prowincjonalne mistrzostwa mężczyzn Nowego Brunszwiku w curlingu, zwycięzca występuje jako reprezentacja prowincji na the Brier. Zawody rozgrywane są od 1927, z powodu II wojny światowej turnieje nie odbyły się w 1943 i 1945.

## Mistrzowie Nowego Brunszwiku
| Rok  | Miasto, klub                                                      | Czwarty          | Trzeci                  | Drugi          | Otwierający     | Pozycja na the Brier |
| ---- | ----------------------------------------------------------------- | ---------------- | ----------------------- | -------------- | --------------- | -------------------- |
| 1927 | Zespół mieszany wyłoniony przez New Brunswick Curling Association | E.P. MacKay      | J.S. Malcolm            | R.K. Shives    | F.C. Beatteay   |                      |
| 1928 | Saint John, Thistle Curling Club                                  | J.S. Malcolm     | W.A. Shaw               | J. Trigg       | F. White        | 8.                   |
| 1929 | Moncton, Moncton Curlers’s Association                            | W.P. MacDonald   | F.A. McAndrew           | A. Wheeler     | H.D. Lockhart   |                      |
| 1930 | St. Stephen, St. Stephen Curling Club                             | A.C. McWha       | W.B. Buchanan           | H.N. Ganong    | E. Hill         |                      |
| 1931 | Bathurst, Bathurst Curling Club                                   | N.J. Thibodeau   | J.E. Connolly           | D.P. Connolly  | J.A Kennah      |                      |
| 1932 | Bathurst, Bathurst Curling Club                                   | N.J. Thibodeau   | J.E. Connolly           | D.P. Connolly  | J.A Kennah      |                      |
| 1933 | Saint John, Thistle Curling Club                                  | J.S. Malcolm     | D.C. Malcolm            | H.W. Kinsman   | R.M. Fowler     |                      |
| 1934 | Newcastle, Newcastle Curling Club                                 | R.W. Crocker     | R.K. Galloway           | B. Green       | E.P. Roy        |                      |
| 1935 | Bathurst, Bathurst Curling Club                                   | N.J. Thibodeau   | J.H. Kent               | E.R. Shirley   | P.S. Andrews    |                      |
| 1936 | Campbellton, Campbellton Curling Club                             | R.K. Shives      | E.P. Mowat              | F.J. McRae     | G.W.H. Perley   |                      |
| 1937 | Fredericton, Fredericton Curling Club                             | C.R. Barry       | F.P. Hatt               | H.B. Colwell   | A.H. Porter     |                      |
| 1938 | Bathurst, Bathurst Curling Club                                   | D.P. Connolly    | J.E. Connolly           | J.A. Kennah    | A.E. Landry     |                      |
| 1939 | Fredericton, Fredericton Curling Club                             | W. Limerick      | A.M. Limerick           | R.V. Limerick  | J.R. Howie      | 8.                   |
| 1940 | Bathurst, Bathurst Curling Club                                   | N.J. Thibodeau   | J.H. Kent               | A. Doucet      | L. Thibodeau    |                      |
| 1941 | Saint John, Thistle Curling Club                                  | J.S. Malcolm     | J.D. Cameron            | H.S. Magee     | N.T. Rockwell   |                      |
| 1942 | Bathurst, Bathurst Curling Club                                   | D.P. Connolly    | J.E. Connolly           | J.A. Kennah    | A.E. Landry     | 4.                   |
| 1944 | Bathurst, Bathurst Curling Club                                   | D.P. Connolly    | J.E. Connolly           | J.A. Kennah    | A.E. Landry     | x                    |
| 1946 | Saint John, St. Andrews Curling Club                              | F.M. McKelvey    | H. Hollies              | E.D. McLean    | F.L. Mayes      |                      |
| 1947 | Fredericton, Fredericton Curling Club                             | W. Limerick      | A.M. Limerick           | R.V. Limerick  | J.R. Howie      |                      |
| 1948 | Saint John, St. Andrews Curling Club                              | H. Hollies       | W.D. Timmerman          | P.O. Soulis    | W.P. Logan      |                      |
| 1949 | Newcastle, Newcastle Curling Club                                 | R.K. Galloway    | R.W. Crocker            | C.B. McDonald  | T.A. Galloway   |                      |
| 1950 | Moncton, Beaver Curling Club                                      | J.A. Vance       | L.F. Allanach           | R.W. Lister    | R.F. Dickie     | 9.                   |
| 1951 | Bathurst, Bathurst Curling Club                                   | N.J. Thibodeau   | J.H. Ferguson           | C.F. McArdle   | J.E. Cameron    |                      |
| 1952 | Moncton, Moncton Curlers’s Association                            | R.V. Limerick    | A.M. Limerick           | G. Cartwright  | R.B. Malloy     |                      |
| 1953 | Moncton, Beaver Curling Club                                      | R.A. Noble       | H.B. Trites             | A.E. Eagles    | H.R. Mitton     | 9.                   |
| 1954 | Moncton, Beaver Curling Club                                      | R.T. McCully     | W.K. Taylor             | C. McManus     | R. Harley       |                      |
| 1955 | Edmundston, Edmundston Curling Club                               | E.J. St. Pierre  | W. Brebner              | J. Coster      | E.P. Abbis      | 9.                   |
| 1956 | Moncton, Beaver Curling Club                                      | R.W. Lister      | H.B. Trites             | J.A. Vance     | R.A. Patterson  | 10.                  |
| 1957 | Saint John, Carleton Curling Club                                 | K.H. Everett     | T.M. McAlpine           | R.M. Hutton    | D.R. Neal       |                      |
| 1958 | Moncton, Beaver Curling Club                                      | J. Vance         | G. Clogg                | H. Flemming    | D. Mix          |                      |
| 1959 | Moncton, Beaver Curling Club                                      | R.T. McCully     | C. MacManus             | E. Shutt       | I. Mitton       |                      |
| 1960 | Moncton, Moncton Curlers’s Association                            | H.L. Mabey       | H.A. Mabey              | H.C. Keith     | R.L. Lewis      | 10.                  |
| 1961 | Campbellton, Campbellton Curling Club                             | J.W. MacDonald   | J.A. Cummins            | W.R. Murphy    | J.N. Marcoux    |                      |
| 1962 | Moncton, Moncton Curlers’s Association                            | H.L. Mabey       | H.A. Mabey              | H.C. Keith     | R. Puddester    |                      |
| 1963 | Moncton, Beaver Curling Club                                      | D.H. Mix         | W.R. Gingles            | R. Boby        | J.R. McElwain   |                      |
| 1964 | Moncton, Moncton Curlers’s Association                            | H.L. Mabey       | H.A. Mabey              | D. Silliphant  | H.C. Keith      |                      |
| 1965 | Moncton, Beausejour Curling Club                                  | P.E. Lyons       | K. Little               | R. Gould       | R. Carey        |                      |
| 1966 | Saint John, St. Andrews Curling Club                              | C. Sullivan      | D. Sullivan             | R. Devine      | R. Arsenault    | 9.                   |
| 1967 | Saint John, St. Andrews Curling Club                              | C. Sullivan      | D. Sullivan             | R. Arsenault   | M. McLaughlin   | 11.                  |
| 1968 | Fredericton, Fredericton Curling Club                             | J. Ayer          | R. Ketch                | J. Anderson    | F. Ayer         |                      |
| 1969 | Moncton, Moncton Curlers’s Association                            | H.A. Mabey       | E.O. Steeves            | H.C. Keith     | G. MacMellon    |                      |
| 1970 | Moncton, Moncton Curlers’s Association                            | H.A. Mabey       | E.O. Steeves            | H.C. Keith     | G. MacMellon    |                      |
| 1971 | Moncton, Beausejour Curling Club                                  | P. Bordage       | A. Gillard              | D. Somers      | M. Leger        |                      |
| 1972 | Fredericton, Fredericton Curling Club                             | D. Sullivan      | J. Gorman               | W. Nason       | W. Rhodenizer   |                      |
| 1973 | Miramichi, C.F.B. Chatham                                         | L. Dugre         | J. Klein                | D. Romkey      | D. Wiggins      |                      |
| 1974 | Fredericton, Capital Winter Club                                  | J. Clark         | B. Mackin               | S. Palk        | J. Cormier      | 7.                   |
| 1975 | Fredericton, Capital Winter Club                                  | J. Clark         | D. Silliphant           | S. Palk        | J. Cormier      |                      |
| 1976 | Fredericton, Capital Winter Club                                  | D. Sullivan      | M. Flannery             | T. Rubec       | G. Gilks        |                      |
| 1977 | Fredericton, Fredericton Curling Club                             | R. Mockler       | P. LePage               | J. Mockler     | M. Mockler      |                      |
| 1978 | Saint John, Thistle St. Andrews Curling Club                      | P. Murray        | R. McLeneghan           | D. Trecartin   | W. Oliver       |                      |
| 1979 | Saint John, Thistle St. Andrews Curling Club                      | Richard Belyea   | Charlie Sullivan        | Don Pennell    | Brian McLeod    |                      |
| 1980 | Saint John, Thistle St. Andrews Curling Club                      | Richard Belyea   | Don Pennell             | Wade Blanchard | Brian McLeod    | 10.                  |
| 1981 | Moncton, Beaver Curling Club                                      | Don Mix          | Bruce Forster           | Gordon Johnson | Tony Richardson | 10.                  |
| 1982 | Fredericton, Capital Winter Club                                  | Charlie Sullivan | David Sullivan          | Sheldon Palk   | Bob Cormier     | 4.                   |
| 1983 | Fredericton, Capital Winter Club                                  | Charlie Sullivan | David Sullivan          | Sheldon Palk   | Bob Cormier     | 8.                   |
| 1984 | Saint John, Thistle St. Andrews Curling Club                      | Arnie Dobson     | Richard Belyea          | Mike Dobson    | Claude Moore    | 5.                   |
| 1985 | Moncton, Beaver Curling Club                                      | Bryan Wight      | Bob Carruthers          | Serge Denis    | Cy Sutherland   | 11.                  |
| 1986 | Saint John, Thistle St. Andrews Curling Club                      | Wade Blanchard   | Norbert MacKinnon       | Doug MacDonald | Bill Oliver     | 9.                   |
| 1987 | Saint John, Thistle St. Andrews Curling Club                      | Gary Mitchell    | Brian Dobson            | Mark Armstrong | Terry Roach     | 5.                   |
| 1988 | Newcastle, Newcastle Curling Club                                 | Steve Adams      | Ward MacDonald          | Greg Gallivan  | Roger Gallant   | 10.                  |
| 1989 | Saint John, Thistle St. Andrews Curling Club                      | Gary Mitchell    | Brian Dobson            | Mark Armstrong | Terry Roach     | 11.                  |
| 1990 | Fredericton, Capital Winter Club                                  | Jim Sullivan     | Charlie Sullivan        | Craig Burgess  | Paul Power      |                      |
| 1991 | Moncton, Beaver Curling Club                                      | Gary Mitchell    | Grant Odishaw           | Rick Perron    | Mike Butler     | 10.                  |
| 1992 | Edmundston, Edmundston Curling Club                               | Mike Kennedy     | Brad Fitzherbert        | Tom Harris     | Dave Coster     | 10.                  |
| 1993 | Edmundston, Edmundston Curling Club                               | Mike Kennedy     | Brad Fitzherbert        | Marc LeCocq    | Dave Coster     | 7.                   |
| 1994 | Saint John, Thistle St. Andrews Curling Club                      | Brian Dobson     | Charlie Sullivan Junior | Andrew Buckle  | Dan Phillips    | 8.                   |
| 1995 | Rothesay, Riverside Curling Club                                  | Bryan MacPherson | Mark Armstrong          | Joe Vautour    | Brad MacPherson | 12.                  |
| 1996 | Moncton, Beaver Curling Club                                      | Mike Kennedy     | Grant Odishaw           | Marc Lecocq    | Rick Perron     | 6.                   |
| 1997 | Saint John, Thistle St. Andrews Curling Club                      | James Grattan    | Charlie Sullivan Junior | Daryell Nowlan | Jeff Lacey      |                      |
| 1998 | Moncton, Moncton Curlers’s Association                            | Terry Odishaw    | Tommy Sullivan          | Mark Dobson    | Kevin Keefe     | 9.                   |
| 1999 | Moncton, Beaver Curling Club                                      | Russ Howard      | Wayne Tallon            | Rick Perron    | Grant Odishaw   | 4.                   |
| 2000 | Moncton, Beaver Curling Club                                      | Russ Howard      | Wayne Tallon            | Rick Perron    | Grant Odishaw   |                      |
| 2001 | Saint John, Thistle St. Andrews Curling Club                      | Jim Sullivan     | Charlie Sullivan Junior | Dan Alderman   | Jeff Lacey      | 6.                   |
| 2002 | Moncton, Beaver Curling Club                                      | Russ Howard      | James Grattan           | Marc LeCocq    | Grant Odishaw   |                      |
| 2003 | Moncton, Beaver Curling Club                                      | Russ Howard      | James Grattan           | Marc LeCocq    | Grant Odishaw   | 4.                   |
| 2004 | Moncton, Beaver Curling Club                                      | Russ Howard      | James Grattan           | Marc LeCocq    | Grant Odishaw   | 5.                   |
| 2005 | Saint John, Thistle St. Andrews Curling Club                      | Wade Blanchard   | Mark Dobson             | Paul Dobson    | Geoff Porter    | 11.                  |
| 2006 | Oromocto, Gage Golf & Curling Club                                | James Grattan    | Wayne Tallon            | Jason Vaughan  | Jeff Lacey      | 9.                   |
| 2007 | Saint John, Thistle St. Andrews Curling Club                      | Paul Dobson      | Scott Jones             | Ryan Porter    | Pierre Fraser   | 12.                  |
| 2008 | Oromocto, Gage Golf & Curling Club                                | James Grattan    | Mike Kennedy            | Jason Vaughan  | Peter Case      | 11.                  |
| 2009 | Oromocto, Gage Golf & Curling Club                                | Russ Howard      | James Grattan           | Steve Howard   | Peter Case      | 7.                   |
| 2010 | Oromocto, Gage Golf & Curling Club                                | James Grattan    | Steve Howard            | Jason Vaughn   | Peter Case      | 9.                   |
| 2011 | Oromocto, Gage Golf & Curling Club                                | James Grattan    | Charles Sullivan        | Steve Howard   | Peter Case      | 9.                   |
| 2012 | Moncton, Curl Moncton                                             | Terry Odishaw    | Andy McCann             | Scott Jones    | Grant Odishaw   | 5.                   |
| 2013 | Oromocto, Gage Golf & Curling Club                                | James Grattan    | Jason Roach             | Darren Roach   | Peter Case      | 8.                   |
| 2014 | Oromocto, Gage Golf & Curling Club                                | James Grattan    | Jason Roach             | Darren Roach   | Josh Barry      | 6.                   |
| 2015 | Saint John, Thistle St. Andrew Curling Club                       | Jeremy Mallais   | Zach Eldridge           | Chris Jeffrey  | Jared Bezanson  | 11.                  |

## Reprezentacja Nowego Brunszwiku na the Brier
Zespoły z Nowego Brunszwiku nigdy nie wygrały mistrzostw Kanady. 3 razy znajdowały się w finale, ostatni w 2000. Również 7-krotnie zajmowali 3. miejsca.